# Ciudad ibérica fortificada La Punta d'Orleyl
La Ciudad Ibérica Fortificada de La Punta d'Orleyl, en el municipio de Vall de Uxó, en la Plana Baja, Castellón, es una ciudad amurallada a los pies de la Vía Augusta, datada entre los siglos IX-VIII a. C., con un período de abandono y recuperación posterior de la población, hacia mediados del siglo V a. C.., con lo que se inicia una segunda fase en la historia del mismo, ya en el Ibérico Pleno, momento en el que alcanza su mayor extensión.
Se trata de un yacimiento arqueológico catalogado genéricamente como Bien inmueble de 1ª, con la categoría de Monumento, y anotación ministerial del 16 de febrero de 2009 con número de anotación R-I-51-0012250.

## Historia
El yacimiento está formado por los restos de la que fuera una ciudad de considerables dimensiones que debía estar integrada en la Edetania ibérica, situada al pie de la Vía Augusta.
Se tenía conocimiento de su existencia, así como el de su necrópolis, pero los restos pasaron desapercibidos hasta entrados los años 60 del siglo XX.
Hasta los años setenta del pasado siglo no se inician las primeras excavaciones, las cuales fueron responsabilidad del S.I.A.P. y dirigidas, la parte de la necrópolis, por Francesc Gusi, y las del poblado que se reanudaron entre 1982 y 1985.
En 1992 se retomó su análisis, esta vez bajo la dirección de Isabel Maraño y José María García Fuertes, con la mediación del Departamento de Prehistoria y Arqueología de la Universidad de Valencia y la conformidad del S.I.A.P.
En estos estudios se encontró una segunda necrópolis, que se llamó Orleyl II. Su descubrimiento fue casual, ya que se localizó en el Camí la Punta, a finales de los años noventa, en los trabajos realizados para la instalación de una canalización.
Ya en el año 2003, se llevó a cabo un seguimiento arqueológico mientras se realizaban las obras de instalación del riego a goteo en el entorno de dicho camino por parte de la “Cooperativa de Riegos La Punta” y “Cooperativa de Riegos La Vall”, dándose lugar al descubrimiento de una parte de la necrópolis que dio pie a una campaña de excavación dejándose a la vista sepulturas, y pudiendo delimitar un área de vigilancia para próximas campañas.

## Descripción
El yacimiento conserva una necrópolis en su vertiente noroeste y tres líneas de murallas que circundan la acrópolis, un primer recinto y los arrabales del lado norte.
Los restos abarcan una considerable extensión, lo cual hace pensar en una población de cierta importancia, lo cual se ve reforzado por la presencia de tres grandes edificios públicos, cuya base está construida con grandes sillares. Es por ello que se compara este asentamiento con otros como Saiti (Xàtiva), Arse (Sagunto) o Edeta (Llíria).
Cronológicamente pueden distinguirse diferentes etapas de asentamiento y diversos tamaños de núcleos poblacionales. Desde un origen anterior a la época ibérica, con una extensión mucho más reducida, perteneciente al final de la Edad de Bronce; a finales del siglo VIII a. C. momento en el que se produce el abandono el yacimiento. Más tarde, durante la segunda mitad del siglo VI, se recupera la población ibérica y vuelve a ocuparse Orleyl , que alcanza su máximo esplendor, dándose lugar a una gran expansión urbanística que culmina con la construcción de las murallas.
Por otro lado, el yacimiento es muy famoso por sus necrópolis, de donde, al igual que en la ciudad, se han encontrado muchos restos de cerámica de importación y textos con epigrafía ibérica en plomo y piedra, siendo una de las más numerosas de la Comunidad Valenciana.
Con la inestabilidad de mediados del siglo III a. C. se abandona el poblado, recuperándose la pero sin llegar a ser lo que era en su momento de esplendor, a pesar de elevar grandes edificios públicos, datados entre los siglos II a I a. C..
Se sitúa en un promontorio a 122 metros sobre el nivel del mar, en las últimas estribaciones de la sierra de Espadán, en la zona que cierra el valle de Uxó por el sur, en la llanura litoral de La Plana Baja.
El asentamiento, que ocupa una extensión de unas 4 hectáreas, presenta distintas zonas: una acrópolis (compuesta por una parte pública rodeada de murallas que contiene en su interior edificios singulares. Se data a nivel del Bronce final y una segunda fase de los siglos V al III a. C. y finalmente un nivel superficial de cerámicas altomedievales y tégulas romanas.), un sistema defensivo (con muros de sillares de caliza con uno de sus lados lisos. Está formado por varias líneas de fortificación. Entre los elementos defensivos destacan las torres, algunas exentas, otras adosadas a las murallas y lienzos lisos de muralla), las viviendas (con paredes de diferentes materiales como arenisca y conglomerados; y se usan diversas técnicas constructivas, como la mampostería. Se construyen siguiendo las curvas de nivel.), y la necrópolis (una de ellas situada en la vertiente NE).
Entre las obras encontradas en el yacimiento destaca la antigua vasija griega del siglo IV antes de Cristo conocida como La crátera de Orleyl, actualmente en el Museo Arqueológico de Burriana.